# Aechmea prava
Aechmea prava är en gräsväxtart som beskrevs av Edmundo Pereira. Aechmea prava ingår i släktet Aechmea och familjen Bromeliaceae. Inga underarter finns listade i Catalogue of Life.